# Рафиэи, Соруш
Соруш Рафиэи Аль Гари (перс. سروش رفیعی‎; 24 марта 1990 года, Шираз, Иран) — иранский футболист, полузащитник клуба «Персеполис» и сборной Ирана.

## Клубная карьера
Рафиэи — воспитанник клуба «Фаджр Сепаси», за который провёл 21 матч и забил 5 мячей.
В 2011 году перешёл в клуб «Фулад». 2 августа 2011 года дебютировал за новый клуб в матче против клуба «Шахин». 11 января 2012 года забил первый гол за команду в матче против клуба «Падидех». 11 марта 2014 года дебютировал в Лиге чемпионов АФК в матче против саудовского клуба «Аль-Фатех».
В 2015 году был отдан в аренду в клуб «Трактор Сази». 31 июля 2015 года дебютировал за новую команду в матче против клуба «Нафт Тегеран». 14 августа 2015 года забил первый гол за команду в матче против клуба «Рах Ахан».
В июле 2018 года Рафиэи вернулся в «Персполис», но из-за запрета для клуба на проведение трансферов, был отправлен до конца 2018 года в аренду в «Фулад».

## Международная карьера
18 ноября 2014 года дебютировал за сборную Ирана в товарищеском матче против сборной Республики Кореи.

## Статистика
| Сезон           | Клуб                  | Дивизион        | Лига  | Лига | Кубок | Кубок | Континентальные | Континентальные | Всего | Всего |
| Сезон           | Клуб                  | Дивизион        | Матчи | Голы | Матчи | Голы  | Матчи           | Голы            | Матчи | Голы  |
| --------------- | --------------------- | --------------- | ----- | ---- | ----- | ----- | --------------- | --------------- | ----- | ----- |
| 2009/10         | Фаджр Сепаси          | Про-лига        | 1     | 0    | 0     | 0     | 0               | 0               | 1     | 0     |
| 2010/11         | Фаджр Сепаси          | Лига Азадеган   | 20    | 5    | 0     | 0     | 0               | 0               | 20    | 5     |
| 2011/12         | Фулад                 | Про-лига        | 19    | 1    | 1     | 0     | 0               | 0               | 20    | 1     |
| 2012/13         | Фулад                 | Про-лига        | 16    | 1    | 0     | 0     | 0               | 0               | 16    | 1     |
| 2013/14         | Фулад                 | Про-лига        | 29    | 3    | 2     | 0     | 8               | 0               | 39    | 3     |
| 2014/15         | Фулад                 | Про-лига        | 15    | 7    | 1     | 0     | 1               | 0               | 17    | 7     |
| 2015/16         | Трактор Сази (аренда) | Про-лига        | 10    | 2    | 0     | 0     | 0               | 0               | 10    | 2     |
| Всего в карьере | Всего в карьере       | Всего в карьере | 110   | 19   | 4     | 0     | 9               | 0               | 123   | 19    |

## Достижения
Командные
 «Фаджр Сепаси»
- Лига Азадеган : 2010/11

 «Фулад»
- Чемпионат Ирана по футболу : 2013/14